# Северна Италия
Северна Италия (на италиански: Italia settentrionale; Alta Italia, Norditalia; Nord) е северната част на континентална Италия.
Големият регион се смята за сърце на италианската икономика.

## Географски граници
Северна Италия обхваща италианските Алпи, долината на река По и северните Апенини до границите с Тоскана и Марке.
От статистична гледна точка територията се дели често на маркрегионите:
- Северозападна Италия (Italia nord-occidentale, Nord-Ovest): Вале д'Аоста, Пиемонт, Ломбардия, Лигурия
- Североизточна Италия (Italia nord-orientale, Nord-Est): Фриули-Венеция Джулия, Венето, Трентино-Южен Тирол, Емилия-Романя

## Гранични държави
На запад Франция, на северозапад и север Швейцария, на север и североизток Австрия и на изток Словения, на юг Сан Марино.

## Древни българи в Северна Италия
През Ранното средновековие (от 476 г.) в Северна Италия се заселват групи от древни българи, вероятно имигранти. Там някои градове носят името „българи“, като древния град Бургария (Burgària или Burgarìa) в Ломбардия, провинция Милано, също и град Булгарограсо в провинция Комо.
Намерени са три дипломи „Comitatus Burgarensis“ от 877, 890 и 919 г.
Някои групи българи се заселелили и около Равена в Североизточна Италия. Други българи (с княз Алцек) се заселват през 662 г. в Молизе, Южна Италия.